# Live 2003
Live 2003 é o primeiro álbum ao vivo da banda inglesa de rock alternativo Coldplay, lançado em novembro de 2003. Consiste em concertos filmados em Sydney em 21 e 22 de julho do mesmo ano.
Foi indicado na categoria "Melhor Vídeo em Formato Longo" no 46º Grammy Awards (2004).
A canção "Moses", exclusiva para este álbum, foi escrita sobre a esposa de Chris Martin, Gwyneth Paltrow. Esta canção inspirou o nome do segundo filho de Chris e Gwyneth, Moses Bruce Anthony Martin, nascido em 2006.

## Faixas

### Disco um (DVD)
| N.º | Título                           | Duração |  |
| 1.  | "Politik"                        |         |  |
| 2.  | "God Put a Smile upon Your Face" |         |  |
| 3.  | "A Rush of Blood to the Head"    |         |  |
| 4.  | "Daylight"                       |         |  |
| 5.  | "Trouble"                        |         |  |
| 6.  | "One I Love"                     |         |  |
| 7.  | "Don't Panic"                    |         |  |
| 8.  | "Shiver"                         |         |  |
| 9.  | "See You Soon"                   |         |  |
| 10. | "Everything's Not Lost"          |         |  |
| 11. | "Moses"                          |         |  |
| 12. | "Yellow"                         |         |  |
| 13. | "The Scientist"                  |         |  |
| 14. | "Clocks"                         |         |  |
| 15. | "In My Place"                    |         |  |
| 16. | "Amsterdam"                      |         |  |
| 17. | "Life Is for Living"             |         |  |

### Disco dois (CD)
| N.º | Título                           | Duração |  |
| 1.  | "Politik"                        | 6:36    |  |
| 2.  | "God Put a Smile upon Your Face" | 4:57    |  |
| 3.  | "A Rush of Blood to the Head"    | 6:51    |  |
| 4.  | "One I Love"                     | 5:08    |  |
| 5.  | "See You Soon"                   | 3:29    |  |
| 6.  | "Shiver"                         | 5:26    |  |
| 7.  | "Everything's Not Lost"          | 8:48    |  |
| 8.  | "Moses"                          | 5:29    |  |
| 9.  | "Yellow"                         | 5:36    |  |
| 10. | "Clocks"                         | 5:33    |  |
| 11. | "In My Place"                    | 4:13    |  |
| 12. | "Amsterdam"                      | 5:22    |  |

## Desempenho nas paradas
| País/Parada (2003)                           | Melhor posição |
| -------------------------------------------- | -------------- |
| Alemanha (Media Control Charts)              | 34             |
| Austrália (ARIA)                             | 16             |
| Bélgica (Ultratop Flandres)                  | 35             |
| Bélgica (Ultratop Valónia)                   | 46             |
| Canadá (Music Canada)                        | 10             |
| Estados Unidos (Billboard 200)               | 13             |
| França (SNEP)                                | 26             |
| Nova Zelândia (RIANZ)                        | 26             |
| Noruega (VG-lista)                           | 24             |
| Reino Unido (The Official UK Charts Company) | 46             |